# إصابة الرأس المغلقة
إصابة الرأس المغلقة هي نوع من إصابة الدماغ الرضية التي تظل فيها الجمجمة والأم الجافية سليمة. تُعد إصابات الرأس المغلقة السبب الرئيسي للوفاة بين الأطفال دون سن 4 سنوات والسبب الأكثر شيوعًا للإعاقة الجسدية والضعف الإدراكي لدى الشباب. بشكل عام، تُمثل إصابات الرأس المغلقة والأشكال الأخرى من إصابات الدماغ الرضية الخفيفة حوالي 75% من الإصابات المقدرة بـ 1.7 مليون إصابة دماغية تحدثُ سنويًا في الولايات المتحدة. قد تؤدي إصابات الدماغ مثل إصابات الرأس المغلقة إلى إعاقة جسدية أو معرفية أو نفسية مدى الحياة، ولذلك فهي ذات أهمية قصوى فيما يتعلق بالصحة العامة.

## الأعراض
إذا ظهرت أعراض إصابة الرأس بعد وقوع حادث، فإن الرعاية الطبية ضرورية لتشخيص وعلاج الإصابة. وبدون الرعاية الطبية، يمكن أن تتطور الإصابات وتسبب المزيد من تلف الدماغ أو العجز أو الوفاة.

### الأعراض الشائعة
نظرًا لأن تورم الدماغ الذي ينتج عنه هذه الأعراض غالبًا ما يكون عملية بطيئة، فقد لا تظهر هذه الأعراض لأيام إلى أسابيع بعد الإصابة. تشمل الأعراض الشائعة لإصابة الرأس المغلق ما يلي:
- صداع الراس
- دوخة
- غثيان
- التقيؤ
- كلام غير مفهوم

### أعراض الإصابة الشديدة
يمكن أن تؤدي إصابات الرأس الشديدة إلى حالة دائمة من الخضرة أو الوفاة، ولذلك فإن القدرة على التعرف على الأعراض والحصول على الرعاية الطبية أمر مهم للغاية. تشمل أعراض إصابة الرأس المغلقة الشديدة ما يلي:
- غيبوبة أو حالات الخضر.
- النوبات أو التشنجات.
- فقدان الوعي.

## الأعراض الثانوية
الأعراض الثانوية هي الأعراض التي تظهر أثناء إعادة التأهيل من الإصابة بما في ذلك مشاكل الكفاءة الاجتماعية والاكتئاب وتغيرات الشخصية والإعاقات المعرفية والقلق والتغيرات في الإدراك الحسي، أكثر من 50٪ من المرضى الذين يعانون من إصابات الدماغ الرضحية سيصابون باضطرابات نفسية، على الرغم من أن المعدلات الدقيقة للقلق بعد إصابة الدماغ غير معروفة وجدت دراسة متابعة استمرت 30 عامًا على 60 مريضًا أن 8.3٪ من المرضى أصيبوا باضطراب الهلع و1.7٪ أصيبوا باضطراب القلق و8.3٪ طوروا رهابًا محددًا، غالبًا ما يعاني المرضى الذين يتعافون من إصابات الدماغ أو الرأس المغلق من انخفاض الثقة بالنفس والاكتئاب، غالبًا ما يُعزى هذا التأثير إلى صعوبات في العودة إلى المجتمع والإحباط من عملية إعادة التأهيل، المرضى الذين عانوا من إصابات في الرأس يظهرون أيضًا مستويات أعلى من البطالة مما قد يؤدي إلى ظهور أعراض ثانوية.

## الأسباب
تنجم إصابات الرأس المغلقة بشكل أساسي عن حوادث السيارات والسقوط وأعمال العنف والإصابات الرياضية، يمثل السقوط 35.2٪ من إصابات الدماغ في الولايات المتحدة مع أعلى معدلات إصابة بين الأطفال الذين تتراوح أعمارهم بين 0 و4 سنوات والبالغين الذين تبلغ أعمارهم 75 عامًا فما فوق، تعد إصابات الرأس أكثر شيوعًا بين الرجال مقارنة بالنساء في جميع الفئات العمرية، يعاني الأولاد الذين تتراوح أعمارهم بين 0 و4 سنوات من أعلى معدلات زيارات مستشفى متعلقة بإصابات الدماغ والاستشفاء والوفيات مجتمعة، يمكن أن تؤدي إصابات الدماغ الرضحية المتعددة التي تحدث خلال فترة زمنية قصيرة (ساعات إلى أسابيع) والتي غالبًا ما تُشاهد مع الإصابات المرتبطة بالرياضة إلى عجز عصبي أو معرفي كبير أو الوفاة.
يمكن أن تتراوح إصابات الرأس المغلقة من إصابات خفيفة إلى إصابات دماغية مؤلمة ويمكن أن تؤدي إلى تلف شديد في الدماغ أو الوفاة، تشمل إصابات الرأس المغلق الشائعة:
ارتجاج - إصابة في الرأس تؤدي إلى خلل مؤقت في وظائف المخ الطبيعية، ما يقرب من نصف إجمالي حالات الارتجاج التي يتم الإبلاغ عنها كل عام لها علاقة بالرياضة
تجمع دموي داخل الجمجمة - حالة يتمزق فيها أحد الأوعية الدموية مما يتسبب في تكوين تجمع من الدم حول الدماغ (ورم دموي تحت الجافية) أو بين الدماغ والجمجمة (ورم دموي فوق الجافية)، يتسبب التجمع الدموي داخل الجمجمة في زيادة الضغط على الدماغ ويتطلب رعاية طبية فورية.
كدمة دماغية - كدمة في أنسجة المخ نتيجة الصدمة، الكدمات موضعية بطبيعتها وتختلف عن الارتجاجات.

## التشخيص

### التصنيف

#### مقياس غلاسكو للغيبوبة
يستخدم مقياس غلاسكو للغيبوبة بشكل شائع لتقييم شدة إصابات الدماغ الرضية بما في ذلك إصابات الرأس المغلقة، يقوم المقياس باختبار استجابة المريض اللفظية والحركية.

#### طريقة الحدوث
يقسم نظام تصنيف إصابات الدماغ الرضحية القائم على آلية إصابات الدماغ الرضحية إلى إصابات الرأس المغلقة والمخترقة بناء على طريقة إصابة الشخص.

## العلاج
هناك أنواع مختلفة من العلاج متاحة، يمكن أن يعتمد نوع العلاج المختار على عدة عوامل بما في ذلك نوع الإصابة وشدتها بالإضافة إلى الآثار التي تحدثها الإصابة على المريض، يختلف مسار العلاج لكل مريض ويمكن أن يشمل عدة أنواع من العلاج حسب احتياجات المريض الخاصة، يعد العلاج المبكر أمرًا حيويًا لاستعادة الوظيفة الحركية المفقودة بعد الإصابة ولكن يمكن استعادة القدرات المعرفية بغض النظر عن الوقت المنقضي منذ الإصابة.